# Lucas Marcos Meireles
Lucas Marcos Meireles (* 22. September 1995 in Dores do Turvo), auch einfach nur Lucão, ist ein brasilianischer Fußballspieler.

## Karriere
Lucão spielte bis Februar 2017 beim brasilianischen Klub Arsenal Atividades Desportivas SC in Santa Luzia. Ende Februar 2017 verließ er Brasilien und wechselte nach Europa. Hier unterschrieb er einen Vertrag bei Makedonija Skopje im nordmazedonischen Skopje. Der Klub spielte in der ersten Liga, der Prva Makedonska Liga. Im Juli 2017 wechselte er zum Ligakonkurrenten FK Renova Džepčište nach Džepčište. Für den Klub spielte er 18-mal in der ersten Liga. Im Juli 2018 unterschrieb er in Gjilan einen Vertrag bei KF Gjilani. Zwei Wochen später wurde der Vertrag wieder aufgelöst. Ende Juli unterschrieb er in Griechenland einen Vertrag bei Apollon Larissa. Mit dem Verein spielte er 24-mal in der zweiten Liga, der Football League. Nach einem Jahr verließ er Griechenland und wechselte nach Asien. In Japan unterschrieb er einen Vertrag beim Kagoshima United FC. Der Verein aus Kagoshima, einer Hafenstadt an der Südwestspitze der Insel Kyūshū, spielte in der zweiten Liga des Landes, der J2 League. Nach Ende der Saison musste er mit Kagoshima den Weg in die Drittklassigkeit antreten. Anfang 2020 wurde er an den Zweitligisten Zweigen Kanazawa nach Kanazawa ausgeliehen. Für Zweigen absolvierte er 24 Zweitligaspiele und schoss dabei zehn Tore. Nach Vertragsende in Kagoshima wechselte er Anfang 2021 zum Zweitligisten Matsumoto Yamaga FC. Nach Ende der Saison 2021 belegte er mit dem Verein aus Matsumoto den letzten Tabellenplatz und musste in die dritte Liga absteigen. Nach insgesamt 25 Ligaspielen wechselte er im März 2023 zum Zweitligisten Fagiano Okayama. Am Ende der Saison 2024 belegte er mit Okayama den fünften Tabellenplatz und qualifizierte sich somit zu den Aufstiegsspielen zur ersten Liga. Hier konnte man sich im Finale gegen Vegalta Sendai durchsetzen und stieg somit in die erste Liga auf.